# J. Joachim Bartsch

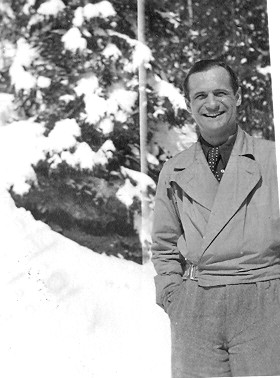
Julius Joachim (Jochen) Bartsch

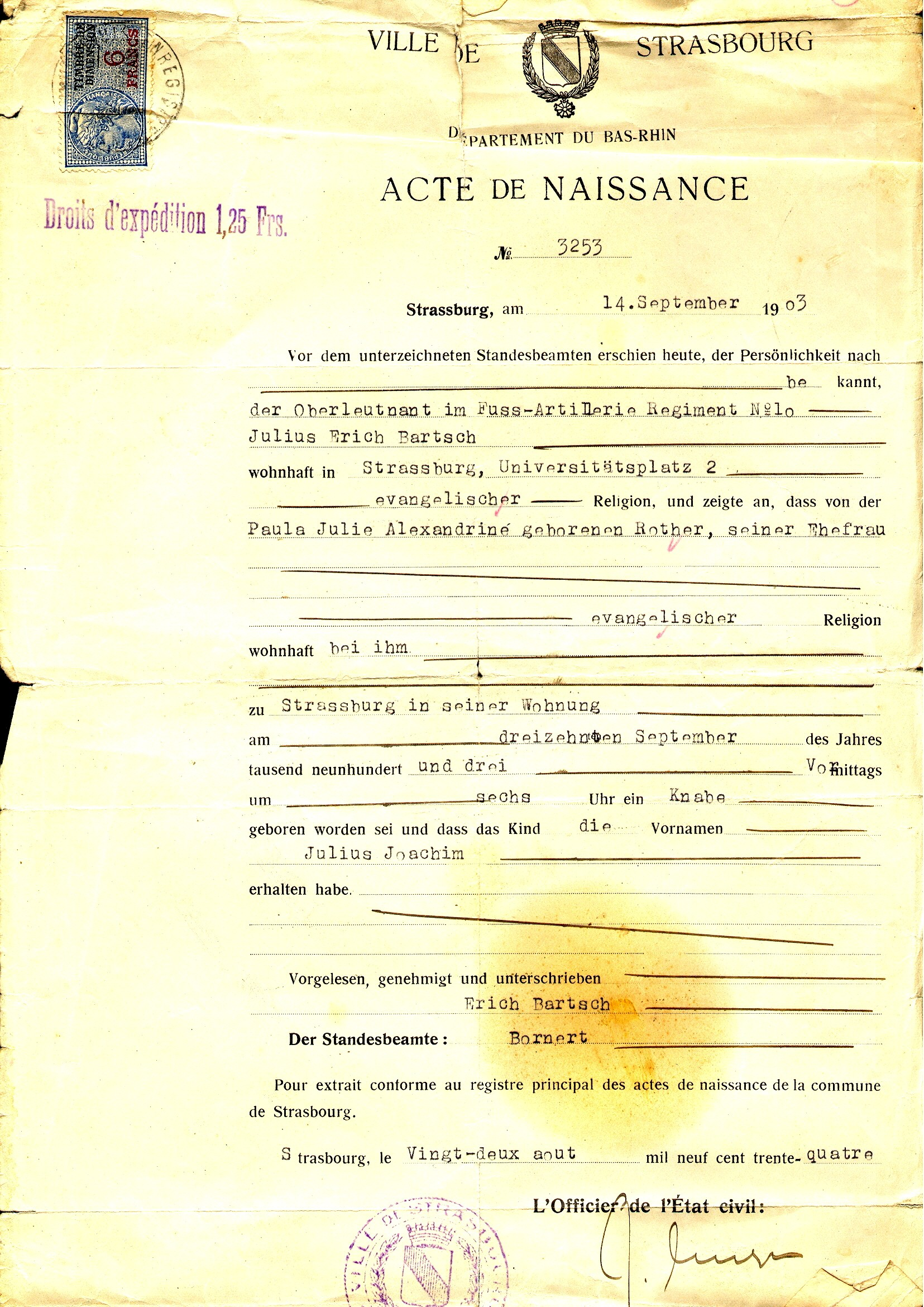
Geburtsurkunde von Julius Joachim (Jochen) Bartsch

Julius Joachim „Jochen“ Bartsch, häufig auch Joachim Bartsch oder J. Joachim Bartsch, (* 13. September 1903 in Straßburg; † 23. November 1965 in München) war ein deutscher Schauspieler, Regisseur, Dramaturg und Autor von Drehbüchern.

## Leben
Der Sohn eines Offiziers studierte nach seinem Abitur im schlesischen Liegnitz zwischen 1922 und 1926 Maschinenbau und Elektrotechnik. Von 1927 bis 1929 fungierte er als Geschäftsführer einer kleinen Filmproduktionsfirma.
Ab 1931 folgte an den Münchner Kammerspielen unter Otto Falckenberg eine Ausbildung zum Schauspieler, Dramaturgen und Regisseur. In diesen Funktionen arbeitete er anschließend beim Hessischen Landestheater Darmstadt. 1936 wechselte Bartsch nach Berlin, um fortan beim Film Fuß zu fassen. Nachdem er für die wegweisenden Olympia-Filme die Auslandsversionen herstellte, inszenierte Bartsch für Leni Riefenstahls Olympia-Film GmbH einige Sportfilme, bei denen er außerdem als Drehbuchautor und Filmeditor fungierte. 1941 folgte seine Einberufung zur Luftwaffe. Ein gegen Ende des Zweiten Weltkrieges mit Harald Reinl und Leni Riefenstahl verfasstes Drehbuch mit dem Titel Die roten Teufel wurde nicht verfilmt.
Nach seiner Rückkehr aus der Kriegsgefangenschaft zog Bartsch 1950 nach München. Hier arbeitete er abermals als Filmeditor sowie als Autor von Synchronfassungen internationaler Filme. Ab Mitte der 1950er Jahre verfasste Bartsch regelmäßig Drehbücher für Spielfilme seines Weggefährten Harald Reinl, für dessen Filme er gelegentlich auch Drehbücher anderer Autoren überarbeitete. Neben seinem Schwerpunkt, der Adaption von Trivialliteratur für die Leinwand, schrieb Bartsch auch die Vorlagen zu einigen Kriegsfilmen. Zu seinen bekanntesten Werken zählen seine Mitarbeiten an den Drehbüchern zu einigen Edgar-Wallace-Filmen, zur James-Fenimore-Cooper-Adaption Der letzte Mohikaner und zu der Karl-May-Verfilmung Winnetou 3. Teil. Seine letzten Arbeiten waren die Drehbücher zu den Filmen Der unheimliche Mönch (1965) und Im Nest der gelben Viper – Das FBI schlägt zu (1966), deren Uraufführung Bartsch nicht mehr erlebte.

## Filmografie
- 1939: Der Wurf im Sport – Betrachtungen für Freunde des Sports (Regie, Drehbuch, Schnitt)
- 1940: Laufen (Regie)
- 1940: Der Sprung (Regie)
- 1943: Schwimmen und Springen (Regie)
- 1943: Höchstes Glück der Erde auf dem Rücken der Pferde (Regie)
- 1952: Hinter Klostermauern (Schnitt)
- 1955: Solange du lebst (Drehbuch und Schnitt)
- 1956: Der Glockengießer von Tirol (Drehbuch)
- 1956: Solange noch die Rosen blühn (Drehbuch)
- 1957: Die Prinzessin von St. Wolfgang (Drehbuch)
- 1958: Die grünen Teufel von Monte Cassino (Drehbuch)
- 1958: U 47 – Kapitänleutnant Prien (Drehbuch)
- 1959: Die feuerrote Baronesse (Drehbuch)
- 1959: Die Wahrheit über Rosemarie (Drehbuch)
- 1959: Der Frosch mit der Maske (Drehbuch)
- 1960: Die Bande des Schreckens (Drehbuch)
- 1960: Das Rätsel der grünen Spinne
- 1962: Zwischen Schanghai und St. Pauli (Drehbuch)
- 1962: Barras heute (Drehbuch)
- 1965: Der letzte Mohikaner (Drehbuch)
- 1965: Winnetou 3. Teil (Drehbuch)
- 1965: Der unheimliche Mönch (Drehbuch)
- 1966: Im Nest der gelben Viper (Drehbuch)